# Ela Pitam
Ela Pitam (née le 10 février 1977 à Riga) est une joueuse d'échecs israélienne qui détient le titre de grand maître international féminin (GMF en 1997). En 2000, elle remporte la première place du championnat d'échecs féminin israélien.

## Biographie
En 1991, Ela Pitam quitte l'Union soviétique pour Israël. Elle est diplômée de l' Université de Haïfa.

## Carrière aux échecs
Ela Pitam étudie les échecs en Lettonie. En 1990, elle participe au championnat d'échecs ouvert de Lettonie. De 1992 à 1997, elle participe aux Championnats d' échecs européens de la jeunesse et aux championnats du monde d' échecs de la jeunesse . Son meilleur résultat est la troisième place en 1994 au Championnat d'échecs féminin des moins de 18 ans à La Canée.
En 1998, à Dresde, elle est première ex æquo du tournoi zonal féminin. Elle participe au Championnat du monde d' échecs féminin (à élimination directe) en 2000 à New Delhi et perd contre Ekaterina Kovalevskaya au premier tour. En 2000, elle remporte le championnat d'échecs féminin israélien. En 2001, à Tel-Aviv, elle partagea troisième place du tournoi international féminin (la Hongroise Ildikó Mádl étant la gagnante).
Pitam représente Israël aux Olympiades féminines d'échecs :
- En 1996, premier échiquier de réserve aux 32e Olympiades d'échecs (femmes) à Erevan (+8, =3, -1), elle remporte la médaille d'argent individuelle,
- En 1998, deuxième échiquier de la 33e Olympiade d'échecs (femmes) à Elista (+4, =7, -1),
- En 2000, deuxième échiquier aux 34e Olympiades d'échecs (femmes) à Istanbul (+4, =2, -5),
- En 2010, troisième échiquier aux 39e Olympiades d'échecs (femmes) à Khanty-Mansiysk (+3, =1, -3).

Pitam représente Israël dans les championnats d'échecs européens par équipes : 
- En 1997, deuxième échiquier du 2e Championnat d'Europe d'échecs par équipes (femmes) à Pula (+2, =2, -1),
- En 1999, deuxième échiquier du 3e Championnat d'Europe d'échecs par équipes (femmes) à Batoumi (+2, =5, -2),
- En 2009, troisième échiquier du 8e Championnat d'Europe d'échecs par équipes (femmes) à Novi Sad (+3, =1, -3).